# Operator systemu dystrybucyjnego
Operator systemu dystrybucyjnego (OSD) – przedsiębiorca energetyczny zajmujący się dystrybucją paliw gazowych lub energii elektrycznej, odpowiedzialne za ruch sieciowy w sieci dystrybucyjnej gazowej albo elektroenergetycznej, bieżące i długookresowe bezpieczeństwo funkcjonowania tej sieci, eksploatację, konserwację i remonty sieci dystrybucyjnej oraz jej niezbędną rozbudowę, w tym połączeń z innymi systemami gazowymi albo innymi systemami elektroenergetycznymi, a także za zapewnienie długookresowej zdolności systemu do pokrycia uzasadnionego zapotrzebowania na dystrybucję.

## Zadania
Operator systemu dystrybucyjnego energii elektrycznej jest odpowiedzialny między innymi za:
- dysponowanie mocą jednostek wytwórczych przyłączonych do sieci dystrybucyjnej, z wyłączeniem jednostek wytwórczych o mocy osiągalnej równej 50 MW lub wyższej, przyłączonych do sieci przesyłowej, którą dysponuje operator systemu przesyłowego;
- bilansowanie systemu, z wyjątkiem równoważenia bieżącego zapotrzebowania na energię elektryczną;
- zarządzanie ograniczeniami systemowymi oraz prowadzenie z użytkownikami tego systemu rozliczeń wynikających z niezbilansowania energii elektrycznej dostarczonej do systemu dystrybucyjnego i pobranej z tego systemu;
- zakup energii elektrycznej w celu pokrywania strat powstałych w sieci dystrybucyjnej podczas dystrybucji energii elektrycznej tą siecią oraz stosowanie przejrzystych i niedyskryminacyjnych procedur rynkowych przy zakupie tej energii.

## Operatorzy systemów dystrybucyjnych w Polsce
Aktualna lista przedsiębiorstw posiadających status operatora systemu dystrybucyjnego publikowana jest na oficjalnej stronie internetowej Urzędu Regulacji Energetyki (URE). Według stanu na 27 maja 2021 r. w Polsce funkcjonowało 211 podmiotów posiadających ważną koncesję URE na dystrybucję energii elektrycznej albo paliw gazowych, niemniej zdecydowana większość punktów poboru energii elektrycznej albo paliw gazowych obsługiwana jest przez dziewięciu operatorów systemów dystrybucyjnych, działających w strukturach głównych grup energetycznych, w tym:
- sześciu operatorów systemów dystrybucyjnych energii elektrycznej:
  - Enea Operator Sp. z o.o.
  - Energa-Operator SA
  - Stoen Operator Sp. z o.o.
  - Tauron Dystrybucja SA
  - PGE Dystrybucja SA
  - PGE Energetyka Kolejowa SA – Oddział Dystrybucja
- trzech operatorów systemów dystrybucyjnych paliw gazowych:
  - Polska Spółka Gazownictwa SA
  - Duon Dystrybucja sp. z o.o.
  - Elenger Dystrybucja sp. z o.o.

Spółki te dzielą się na oddziały, powstałe z dawnych zakładów energetycznych lub gazowniczych, po wydzieleniu z nich struktur sprzedaży. Pozostali operatorzy w większości przypadków mają charakter lokalny lub przyzakładowy.